# Brasão de armas das Bahamas
O brasão de armas das Bahamas contem os símbolos nacionais como elementos centrais. O escudo está flanqueado por um marlim e um flamingo. Na parte superior do escudo de armas aparece representada uma concha que representa a vida marinha variada da ilha, descansa sobre um elmo com burelete e lambrequim de azul e de ouro que timbra o escudo que é um campo de prata partido por una franja de azul situada no chefe. O símbolo principal, situado no campo de prata, é um navio que representa a nau Santa Maria de Cristóvão Colombo surmontada pelo sol, pintado de ouro, que está situado na franja de azul. As figuras dos animais que sustentam o escudo (tenentes ou suportes em terminologia heráldica) são dois dos símbolos nacionais.
Na parte inferior figura, em una faixa, o lema nacional “Forward Upward Onward Together” (Para a frente, para cima, em frente, juntos!). O flamingo está sobre a terra, e o merlin sobre o mar, indicando a geografia das ilhas. As cores vibrantes do escudo simbolizam um futuro brilhante para as ilhas.